# Ignaz Sigl
Ignaz „Nazi“ Sigl  (* 11. Februar 1902 in Wien als Ignatz Rudolf Siegel; † 9. August 1986 ebendort) war ein österreichischer Fußballspieler. Als Kapitän führte der Rechtsaußen die Admira von 1927 bis 1932 zu drei Meisterschaften und war zur selben Zeit Stammspieler in der Nationalmannschaft.

## Karriere
Der gebürtige Floridsdorfer Ignaz Sigl, genannt in der Abkürzung Nazi, kam als Sechzehnjähriger 1918 zur Admira nach Jedlesee, bald wurde er die Identifikationsfigur des Vereins und mit dem Spitznamen „Burgermaster“ bedacht. Körperlich sehr stark, mit großem Durchsetzungsvermögen und einem starken Schuss war der Rechtsaußen Angriffsführer der Jedleseer, spielte meist gemeinsam mit Hans Klima am Flügel. Mit der Admira gewann er dreimal die Meisterschaft, dies in den Jahren 1927, 1928 und 1932 sowie zweimal den ÖFB-Cup. Beide Finale wurden gegen den WAC erfolgreich bestritten, wobei Nazi Sigl bei ersten Aufeinandertreffen ein Tor zum 2:1 beisteuerte, beim 6:1 waren es gleich zwei Treffer und zwei Vorlagen. Auch in der Liga war er nach Toni Schall in den ersten beiden Meisterjahren mit zwölf beziehungsweise 13 Toren bester Admira-Schütze.
Nach dem erfolgreichen Debüt in der Nationalmannschaft beim 2:1 gegen Finnland im Juli 1925 in Helsinki wurde Nazi Sigl unter Hugo Meisl Stammspieler im Team, kam bis 1931 auf die damals hohe Zahl von 24 Länderspielen und wurde in seiner Position schließlich von Karl Zischek international beerbt. Ein Highlight im Team war das 5:1 im Prestigeduell mit Ungarn im Oktober 1928, wo er zwei seiner fünf Länderspieltore erzielte. Zu seinem Karriereende trat der Rechtsaußen 1935 noch eine Saison lang für den Floridsdorfer Zweitligisten SC Austro-Fiat Wien an, ehe er sich als Trainer beim kleinen Klub Shell versuchte. Ignaz Sigl verstarb am 9. August 1986 und wurde am 21. August auf dem Jedleseer Friedhof bestattet.

## Erfolge
- 1 × Mitropacup-Finale: 1934
- 1 × Mitropacup-Halbfinale: 1928

- 3 × Österreichischer Meister: 1927, 1928, 1932
- 2 × Österreichischer Cupsieger: 1928, 1932

- 24 Spiele und 5 Tore für die österreichische Fußballnationalmannschaft von 1925 bis 1931